# 児玉美保
児玉 美保（こだま みほ、1980年10月17日 - ）は、日本のフリーアナウンサー、ラジオパーソナリティ、スポーツキャスター。神奈川県出身。
ヨーガスタジオ「zuci yoga」を主宰するヨーガインストラクターでもある。

## 人物・来歴
- 1980年10月17日年生まれ[2]、神奈川県湘南出身[3]。血液型はB型[3]。産業能率大学卒業[3]。
- 第1回K-MIX DJコンテストにてグランプリを獲得[2]。2003年4月より2年間、ラジオ番組「K-MIX Afternoon Boulevard」を担当する。
- 2012年7月、ヨーガスタジオ「zuci yoga」を設立[1]。

## 出演番組

### 現在
2018年1月現在。
テレビ
- Jリーグ中継 - 大宮アルディージャ戦ピッチリポーター (DAZN)

ラジオ
- 横浜ビーコルセアーズオフィシャルプログラム　それいけビーコル！謙治のラジオ (FM湘南ナパサ、2013年 - )

### 過去
- Jリーグ中継 - 湘南ベルマーレ戦ピッチリポーター（スカパー!、2007年 - ）
安田美香と交互。
- いまどこ！？イレブン[4] - 月・木曜担当（J:COM東京エリア、2013年4月 - 、11:00-11:15）

ラジオ
- 湘南ベルマーレホームゲーム完全実況生中継!![5] - 実況（FM湘南ナパサ、1999年 - ）
滝島幹和と交互に出演。
- サタデーミュージックナイト（FM湘南ナパサ、2006年 - 、土曜21:00-23:00）
- キボウラジオ（文化放送、2013年4月 - 、日曜17:30-17:45）
- K-MIX Afternoon Boulevard（K-MIX、2003年4月-2005年3月、月-木）
- Date Netz JOINUS SQUARE[6]（Date fm）

スタジアムMC
- バスケットボールスーパーリーグ